# Romfartuna socken
Romfartuna socken i Västmanland ingick i Norrbo härad, uppgick 1967 i Västerås stad och området ingår sedan 1971 i Västerås kommun och motsvarar från 2016 Romfartuna distrikt och ingår i Skultuna kommundel.
Socknens areal är 91,80 kvadratkilometer, varav 91,04 land. År 2000 fanns här 1 073 invånare. Tätorten Munga samt kyrkbyn Romfartuna med sockenkyrkan Romfartuna kyrka ligger i socknen.

## Administrativ historik
Romfartuna socken har medeltida ursprung.
Vid kommunreformen 1862 övergick socknens ansvar för de kyrkliga frågorna till Romfartuna församling och för de borgerliga frågorna till Romfartuna landskommun. Landskommunens inkorporerades 1952 i Skultuna landskommun som 1967 uppgick i Västerås stad som 1971 ombildades till Västerås kommun. Församlingen uppgick 2006 i Norrbo församling.
1 januari 2016 inrättades distriktet Romfartuna, med samma omfattning som församlingen hade 1999/2000.  
Socknen har tillhört fögderier, tingslag och domsagor enligt vad som beskrivs i artikeln Norrbo härad. De indelta soldaterna tillhörde Västmanlands regemente, Livkompaniet och Livregementets grenadjärkår, Livkompaniet och Östra Västmanlands kompani.

## Geografi

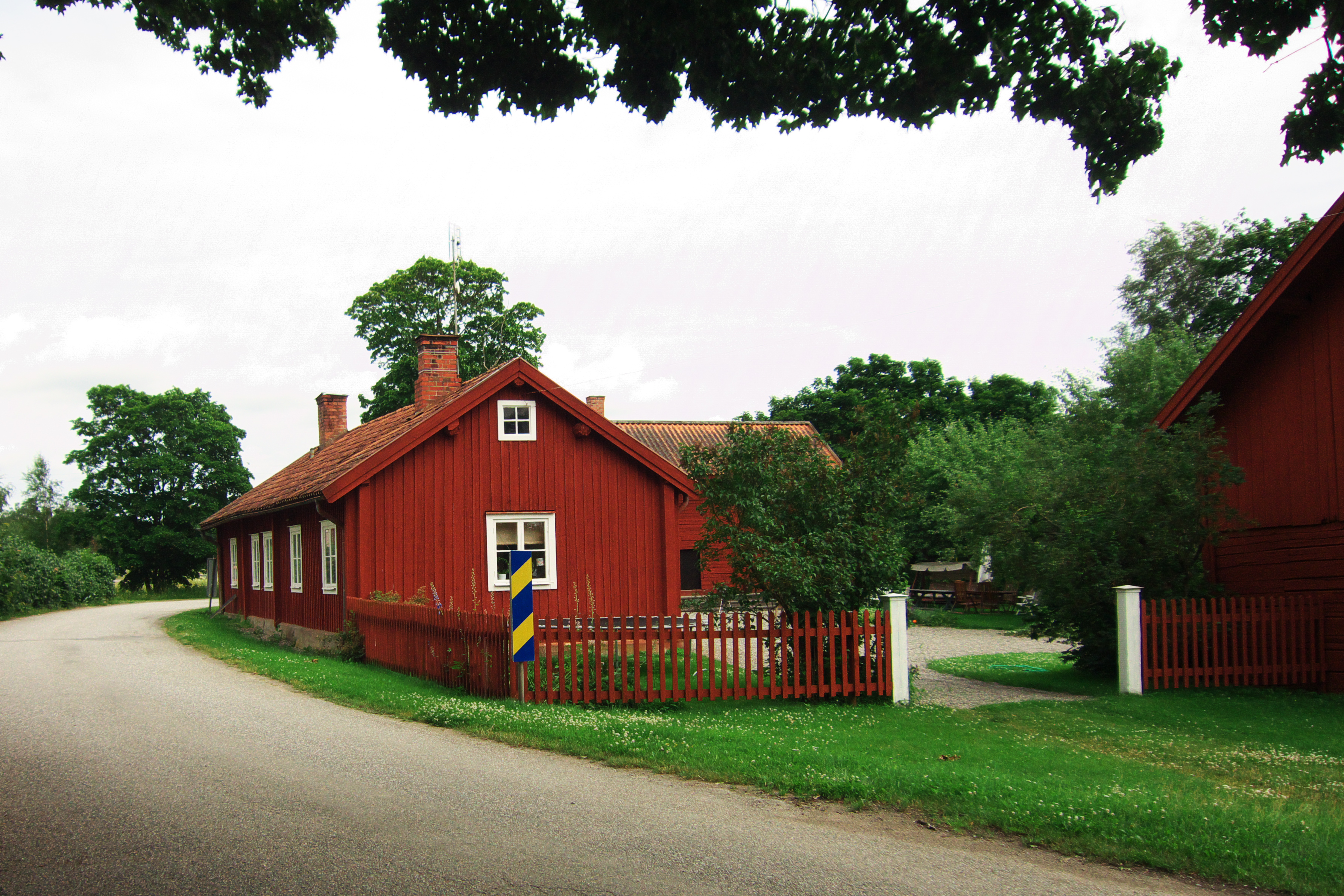
Hallsta oskiftade by i Romfartuna socken.

Romfartuna socken ligger norr om Västerås kring Mungasjön och Badelundaåsen. Socknen är en svagt kuperad slättbygd på Mälarslätten.
Riksväg 56 (Västerås-Sala) genomkorsar området. 
Bland byarna inom socknen kan nämnas (räknat från sydväst): Lycksta by, Äs, Gesala, Frändesta, Romfartuna, Munga, Hallsta, Brunnsby, Käpplinge samt Vagersta.
Flera större gårdar finns, bland annat Julpa, Lycksta gård, Ansta, Nortuna, Väster-Munga, Åbylund, Tomta herrgård samt längst i norr Solinge.
I socknens södra del finns rester efter den numera nedlagda järnvägen Tillberga - Skultuna - Ramnäs. Tomta lantbruksskola har haft sin verksamhet i socknen.

### Geografisk avgränsning
Romfartuna socken har sin sydligaste punkt vid Västerås kommuns avfallsanläggning norr om Norra Gryta. Här finns ett "tresockenmöte" Romfartuna-Hubbo-Önsta. Härifrån gränsar Romfartuna socken mot Hubbo socken i sydost och mot Önsta församling i söder och sydväst. 
Gränsen mellan Romfartuna och Hubbo i sydost är cirka 5 kilometer lång och faller norr om Ansta in i Lillån. I denna å cirka en kilometer söder om Gesala finns ett "tresockenmöte" Romfartuna-Hubbo-Tillberga. Tillberga socken (i dess äldre utformning) avgränsar Romfartuna socken i öster. Gränsen mellan de två socknarna är cirka 6 kilometer lång och når fram till höjden Toppenberg i nordost, som tillika är Romfartuna sockens östligaste punkt. Här ligger "tresockenmötet" Romfartuna-Tillberga-Kumla, varifrån Kumla socken i Sala kommun utgör nordostlig avgränsning på en sträcka av cirka 5 kilometer fram till "tresockenmötet" Romfartuna-Kumla-Kila i Lillån cirka 2 kilometer öster om riksväg 56.
Gränsen mellan Romfartuna och Kila socken följer Lillån mot väster och lämnar sedan ån för att nå riksväg 56 strax söder om avtagsvägen mot Salbohed. Gränsen följer därefter Lånstaåsen väster om riksvägen cirka 3 kilometer och faller sedan av mot nordväst och når Solingsmyran norr om Solinge. Här ligger socknens nordligaste punkt och i Solingsbäcken ligger "tresockenmötet" Romfartuna-Kila-Haraker. Solinge gård ligger i en triangelformad spets längst norrut i socknen. 
Gränsen mellan Romfartuna och Harakers socken går härifrån rakt söderut drygt 12 kilometer och passerar bland annat Hökberget väster om Väster-Munga och når väster om Frändesta "tresockenmötet" Romfartuna-Haraker-Skultuna. Gränsen mot Skultuna socken är cirka 6 kilometer lång och passerar Tååsen och går ner till Strömsborg där den viker dikt åt väster för att passera norr om Julpa. Söder om Frövisjön (mosse) (i Skultuna) viker gränsen åter mot söder och når efter cirka 2 kilometer fram till "tresockenmötet" Romfartuna-Skultuna-Önsta. Gränsen mellan Romfartuna och Önsta församling är cirka 3,5 kilometer lång fram till sydpunkten.

## Fornlämningar
Från stenåldern förekommer boplatser av gropkeramisk typ. Dessutom förekommer många älvkvarnar samt 15 gravfält från järnålderns yngre del. Det finns en fornborg invid Mungasjön samt i övrigt två runstenar. Vid gården Pasta ligger de så kallade Älvstenarna.

## Namnet
Namnet (1325 Rumfaratunum) kommer troligen från prästgården. Efterleden är tuna, 'inhägnad'. Förleden innehåller sannolikt inbyggarbeteckningen rumfarar, 'slättbor'. Namnet kan även uttydas som 'Romfararens gård'.

## Befolkningsutveckling
| Befolkningsutvecklingen i Romfartuna socken 1750–1990                                                   | Befolkningsutvecklingen i Romfartuna socken 1750–1990 | Befolkningsutvecklingen i Romfartuna socken 1750–1990 | Befolkningsutvecklingen i Romfartuna socken 1750–1990 | Befolkningsutvecklingen i Romfartuna socken 1750–1990 |
| --- | ----------------------------------------------------- | ----------------------------------------------------- | ----------------------------------------------------- | ----------------------------------------------------- |
| |                                                       |                                                       |                                                       |                                                       |
| År |                                                       |                                                       | Folkmängd                                             |                                                       |
| 1750 | 1750                                                  |                                                       | 1 293                                                 |                                                       |
| 1760 | 1760                                                  |                                                       | 1 329                                                 |                                                       |
| 1769 | 1769                                                  |                                                       | 1 403                                                 |                                                       |
| 1780 | 1780                                                  |                                                       | 1 456                                                 |                                                       |
| 1790 | 1790                                                  |                                                       | 1 448                                                 |                                                       |
| 1800 | 1800                                                  |                                                       | 1 442                                                 |                                                       |
| 1810 | 1810                                                  |                                                       | 1 420                                                 |                                                       |
| 1820 | 1820                                                  |                                                       | 1 489                                                 |                                                       |
| 1830 | 1830                                                  |                                                       | 1 490                                                 |                                                       |
| 1840 | 1840                                                  |                                                       | 1 581                                                 |                                                       |
| 1850 | 1850                                                  |                                                       | 1 622                                                 |                                                       |
| 1860 | 1860                                                  |                                                       | 1 710                                                 |                                                       |
| 1870 | 1870                                                  |                                                       | 1 749                                                 |                                                       |
| 1880 | 1880                                                  |                                                       | 2 002                                                 |                                                       |
| 1890 | 1890                                                  |                                                       | 1 970                                                 |                                                       |
| 1900 | 1900                                                  |                                                       | 1 896                                                 |                                                       |
| 1910 | 1910                                                  |                                                       | 1 648                                                 |                                                       |
| 1920 | 1920                                                  |                                                       | 1 569                                                 |                                                       |
| 1930 | 1930                                                  |                                                       | 1 468                                                 |                                                       |
| 1940 | 1940                                                  |                                                       | 1 270                                                 |                                                       |
| 1950 | 1950                                                  |                                                       | 996                                                   |                                                       |
| 1960 | 1960                                                  |                                                       | 837                                                   |                                                       |
| 1970 | 1970                                                  |                                                       | 687                                                   |                                                       |
| 1980 | 1980                                                  |                                                       | 640                                                   |                                                       |
| 1990 | 1990                                                  |                                                       | 858                                                   |                                                       |
| Anm: Källor: Umeå universitet - Tabellverket 1749-1859, Demografiska databasen, CEDAR, Umeå universitet |                                                       |                                                       |                                                       |                                                       |

## Kända personer med anknytning till bygden
- Johan Gabriel Sparfwenfeldt (1655-1727)
- Olof Grau (1722-1774)
- Romfar levde på 1300-talet och har enligt en lokal sägen gett namn åt socknen